# Poggio San Lorenzo
Poggio San Lorenzo är en ort och kommun i provinsen Rieti i regionen Lazio i Italien. Kommunen hade 538 invånare (2018).